# Fort Defiance
Fort Defiance (navaho Tséhootsooí) és una concentració de població designada pel cens dels Estats Units a l'estat d'Arizona. Segons el cens del 2000 tenia 4.061 habitants.

## Demografia
Segons el cens del 2000, Fort Defiance tenia 4.061 habitants, 1.115 habitatges, i 890 famílies La densitat de població era de 258,3 habitants/km².
Dels 1.115 habitatges en un 49,2% hi vivien nens de menys de 18 anys, en un 43,8% hi vivien parelles casades, en un 30,3% dones solteres, i en un 20,1% no eren unitats familiars. En el 18,2% dels habitatges hi vivien persones soles el 2,9% de les quals corresponia a persones de 65 anys o més que vivien soles. El nombre mitjà de persones vivint en cada habitatge era de 3,61 i el nombre mitjà de persones que vivien en cada família era de 4,15.
Per edats la població es repartia de la següent manera: un 40% tenia menys de 18 anys, un 9,2% entre 18 i 24, un 27,1% entre 25 i 44, un 19,1% de 45 a 60 i un 4,5% 65 anys o més.
L'edat mediana era de 26 anys. Per cada 100 dones de 18 o més anys hi havia 82,9 homes.
La renda mediana per habitatge era de 33.125 $ i la renda mediana per família de 35.448 $. Els homes tenien una renda mediana de 35.455 $ mentre que les dones 24.522 $. La renda per capita de la població era de 10.716 $. Aproximadament el 27,9% de les famílies i el 29,5% de la població estaven per davall del llindar de pobresa.
Segons el cens dels Estats Units del 2010 el 92,86% són nadius americans, el 4,53% blancs, el 0,17% afroamericans i el 0,30% asiàtics. L'1,35% de la població són hispànics.

## Poblacions més properes
El següent diagrama mostra les poblacions més properes.